# Revija Obramba
Revija Obramba je slovenska revija s področja vojske, policije, zaščite, varovanja in reševanja, ki izhaja od leta 1991. Je naslednica revije Naša obramba, ki jo je RK ZRVS Slovenije izdajala med letoma 1969 in 1990.

## Vir
- https://www.obramba.com/digitalne-izdaje/predogled/2014/november/files/assets/common/downloads/publication.pdf Arhivirano 2021-06-02 na Wayback Machine. (naklada) pridobljeno 31. maja 2021
- https://4d.rtvslo.si/arhiv/studio-ob-17h/174757828 (urednik) pridobljeno 31. maja 2021